# Oriolus flavocinctus
L'oriolo verde (Oriolus flavocinctus (Vigors, 1826)) è un uccello della famiglia degli Oriolidi.

## Distribuzione e habitat
Vive nelle foreste tropicali di gran parte della Nuova Guinea e dell'Australia settentrionale (Penisola di Capo York, Top End e Kimberley).

## Biologia
L'oriolo verde va in cerca di cibo, costituito soprattutto da frutti, negli strati superiori delle foreste. Vive da solo o in coppia, ma talvolta si riunisce in piccoli stormi. Nel suo habitat è molto difficile da localizzare, a causa del suo piumaggio giallo-verde che si fonde con le foglie dello sfondo. Il canto, invece, è ben udibile.
La stagione della nidificazione va da ottobre a marzo. In un nido costruito tra i rami degli alberi la femmina depone circa 2 uova.

## Sistematica
Oriolus flavocinctus ha sei sottospecie:
- O. f. flavocinctus (King, 1826)
- O. f. migrator Hartert, 1904
- O. f. muelleri (Bonaparte, 1850)
- O. f. tiwi Schodde & Mason, 1999
- O. f. flavotinctus Schodde & Mason, 1999
- O. f. kingi Mathews, 1912